# Luigi Pirollo
Luigi Pirollo, detto Gigi (Castelfranco Veneto, 28 luglio 1954), è un copilota di rally italiano.

## Carriera

### Gli inizi e i primi risultati
La sua carriera di copilota è iniziata nel 1974 con Franco Muschietti a bordo di una Fiat X1/9 ai rally di Modena e di Belluno, conclusi entrambi con il ritiro, i primi risultati positivi sono arrivati nelle stagioni 1975 e 1976 con Adartico Vudafieri (Porsche 911), Pasetti (Fiat 124) e Zandonà (Opel Ascona).
Nel 1977 e 1979 ha affiancato Pasetti (Fiat 131 Abarth) e sono arrivate le prime vittorie: Rally di Imperia e Rally 1000 Miglia due volte (1977-1979). La stagione 1980 lo ha visto affiancato a piloti come Adartico Vudafieri (Fiat 131 Abarth), Zanussi (Ford Escort e Posche 911), Vittorio Caneva (Trofeo A112) collezionando il secondo posto al rally di Sicilia e a Radicofani.
Nel 1981 ha avuto le prime esperienze all'estero con Zanussi (Fiat 131 Abarth) in Spagna al Rally Costa Brava in cui si sono ritirati durante la 2ª tappa quando erano terzi assoluti e al Rally Race in cui hanno guadagnato il terzo posto assoluto. Nel 1981 inizia anche la collaborazione con Carlo Capone (Fiat Ritmo gruppo 2). Nella stagione 1982 si conferma l'equipaggio Capone - Pirollo su Fiat Ritmo ottenendo buoni risultati che portano alla vittoria del campionato Italiano Gruppo A.

Pirollo al Totip Jolly Club Rally Team nella stagione 1983

Nella stagione 1983 lo stesso equipaggio passa alla Lancia Rally 037 gruppo B con la quale conquistano vari podi e la vittoria al rally di Biella. Nel 1983 ha navigato Adartico Vudafieri (Lancia 037) al Tour de Corse e al Rally di Sanremo raggiungendo il primo podio in carriera in una gara valida per il campionato del mondo. Nel 1984 sempre con Vudafieri e su Lancia 037 ha conquistato la vittoria al rally 4 Regioni, al Rally della Lana (Biella), al rally di Piancavallo e al Rally di san Marino. Il 1984 ha incoronato l'equipaggio Vudafieri - Pirollo campione italiano assoluto.
Nel 1985 l'equipaggio Rayneri - Pirollo su Fiat Ritmo 130 va all'attacco di alcune gare valide per il campionato europeo ottenendo la vittoria di gruppo al rally Costa Smeralda, Rally di Bulgaria, Rally di Grecia, oltre a vari altri podi che consentono la vittoria del campionato europeo gruppo A.

### Gli anni del mondiale rally

#### Dal 1986 al 1988
Nel 1986 inizia la collaborazione con Alessandro Fiorio, giovane pilota di talento, figlio di Cesare, ex direttore sportivo Lancia e Ferrari. L'equipaggio appena formato disputa alcune gare del campionato del mondo su Fiat Uno Turbo Gruppo A. Il Rally di Montecarlo, primo della stagione, vede il ritiro a causa di un capottamento che causa a Gigi lo schiacciamento e il parziale distacco di una falange che lo costringe a rinunciare al rally di Portogallo. Al tour de Corse sono costretti al ritiro per lutto (incidente mortale a Toivonen e Cresto). Dopo altri ritiri per problemi tecnici al rally dell'Acropoli e al rally Piancavallo, al Rally di Sanremo arriva il secondo posto di gruppo.
Nel 1987 Gigi e Alex Fiorio portano al debutto la Lancia Delta 4WD gr.N nel campionato del mondo ottenendo la vittoria di gruppo al rally di Portogallo, al Rally Olympus (USA), oltre a vari podi nei rally di Montecarlo, Svezia, Acropoli. Al Rally dei 1000 Laghi (Finlandia) ottengono una clamorosa vittoria battendo gli equipaggi finlandesi del calibro di Tommi Mäkinen. Con la vittoria in Finlandia ottengono il titolo di campioni del mondo gruppo N. Per concludere la stagione gareggiano al Rally di Sanremo con la Lancia Delta 4WD gr.A con la quale mancano il podio a causa di una foratura.
La stagione 1988 vede lo stesso equipaggio impegnato su Lancia Delta 4WD gr.A del Jolly Club (Squadra B Lancia) nel campionato del mondo ottenendo il secondo posto assoluto nei rally di Montecarlo (vinto da Saby), al rally di Portogallo (vinto da Biasion), al Rally Olympus (USA, vinto da Biasion) e al Rally di Sanremo (vinto da Biasion). Da segnalare anche il 3º posto conquistato al Rally dell'Acropoli (Grecia), il 7º al rally 1000 Laghi in Finlandia e l'undicesimo al Rally di Svezia. Alla luce di questi risultati conquistano il terzo posto finale nel campionato del mondo assoluto.
Il 1988 porta l'equipaggio Fiorio - Pirollo alla vittoria del Rally principe de Asturias in Spagna, valido per il campionato europeo, con un distacco di più di 6' sul secondo classificato, e la partecipazione al Rally di Monza come copilota di Michele Alboreto (Pilota Ferrari Formula 1) a bordo di una Alfa Romeo 75 Turbo, ottenendo un ritiro per incidente.

#### Il 1989 e il tragico incidente di Monte Carlo
La stagione 1989 inizia con un grave incidente al rally di Montecarlo in cui l'equipaggio Fiorio - Pirollo portava al debutto la Lancia Delta Integrale gr.A con la frizione automatica. Durante la 5ª prova speciale hanno perso il controllo del mezzo a causa del ghiaccio sulla strada e sono usciti di strada capottando e travolgendo il pubblico posizionato in una zona pericolosa: equipaggio illeso ma 2 spettatori morti (un equipaggio di rally svedese, Lars-Erik Torph e Bertil-Rune Rehnfeldt) e altre 3 persone ferite.
Il prosieguo della stagione è decisamente migliore, tanto che ottengono il secondo posto assoluto al Rally d'Argentina (1º Erikkson), il terzo ai Rally di Portogallo (1º Biasion, 2º Alen),  Rally dell'Acropoli (Grecia, 1º Biasion, 2º Auriol) e il quarto in Australia (1º Kankkunen, 2ºErikkson, 3º Alen). Da segnalare in particolare il secondo posto al Rally di Sanremo 1989 in cui ha visto sfumare la vittoria a causa di una intera prova speciale effettuata col cambio bloccato in terza marcia che ha fatto perdere il comando della gara, il risultato finale è stato un secondo posto a 5" da Biasion, 3º Sainz.
La stagione 1989 regala all'equipaggio Fiorio - Pirollo il titolo di vicecampione del mondo assoluto come titolo più prestigioso ottenuto nella loro carriera, dietro a Biasion e davanti a Kankkunen.

#### Le ultime stagioni
Nella stagione 1990 Alex Fiorio e Gigi Pirollo portano in gara al Rally Safari (Kenya) la Lancia Delta Integrale 16 Valvole della squadra ufficiale (Martini Racing) ottenendo un ritiro a causa della rottura del motore per le avverse condizioni climatiche. La stessa macchina è stata usata anche al rally di Australia ottenendo un 3º Posto, altri risultati sono stati il 5º posto al rally dell'Acropoli (Grecia) e l'8º posto al rally di Sanremo a causa di noie meccaniche che li hanno costretti al ritiro anche al 1000 Laghi (Finlandia).
Al Rally RAC (UK) hanno portato al debutto la nuova Ford Sierra 4x4 gr.A come equipaggio ufficiale Ford ottenendo un 9º posto, la gara è servita soprattutto per la messa a punto della nuova vettura.
I risultati ottenuti nella stagione 1990 hanno permesso di conquistare il 4º posto nella classifica finale assoluta del mondiale.
La stagione 1991 ha visto l'equipaggio Fiorio - Pirollo portare in gara la Ford Sierra 4x4 gr.A della Squadra Ufficiale Ford UK ottenendo pochi risultati e molti ritiri a causa di problemi meccanici, il miglior risultato della stagione è stato un 8º posto al Rally di Sanremo.
Nel 1993 Gigi diventa il copilota di Alessandro Fassina, figlio di Tony, e va alla conquista del campionato del mondo Gruppo N (PWRC), vinto per la seconda volta in carriera a bordo di una Mazda 323 GTR gr.N.

### Il ritorno nel campionato italiano
Nel 1994 Gigi affianca Piero Liatti a bordo della debuttante in Italia Subaru Impreza Gruppo A nel Campionato Italiano, ottenendo al vittoria al Rally di Costa Smeralda ed una serie di podi tra cui il rally di Piancavallo. La serie di piazzamenti consente di conquistare il secondo posto nel Campionato Italiano. Nella stagione 1995 Luigi affianca Piero Longhi a bordo della Ford Escort Cosworth gr.A del Jolly Club nel campionato italiano. Nel 1996 l'equipaggio Longhi - Pirollo passa alla Renault Mégane Maxi del team Husky ottenendo il secondo posto finale nel campionato italiano 2 ruote motrici. Nel 1997 effettua qualche gara con Longhi e la Renault Megane Maxi e al Rally di Monza gareggia con Ivan Capelli a bordo di una Subaru Impreza gr.A.
Nel 1998 inizia la lunga collaborazione con Gianfranco Cunico con la Ford Escort WRC del Jolly Club con i colori della Martini Racing, ottenendo la vittoria ai rally 1000 Miglia (Brescia) e Lana (Biella) e il terzo posto finale nel campionato italiano Rally. Nel 1999 lasciano il Jolly Club e approdano al team Aimont come equipaggio ufficiale Subaru Italia su Subaru Impreza WRC e conquistano la vittoria ai Rally del Ciocco, 1000 Miglia e Targa Florio, ottenendo il secondo posto nel campionato italiano rally. A fine stagione Gigi partecipa al Rally di Monza a fianco di Jean Alesi a bordo di una Subaru Impreza WRC e ottenendo il 7º posto finale.
Nel 2000 Luigi e Franco Cunico si trasferiscono al Trofeo Italiano Terra su Subaru Impreza WRC conquistando il campionato matematicamente con varie gare di anticipo. A fine stagione ripete l'esperienza dell'anno precedente affiancando Jean Alesi al Rally di Monza collezionando un ritiro per incidente. Nel 2001 lo stesso equipaggio partecipa al campionato italiano Terra ottenendo una lunga serie di vittorie che permettono di diventare Campioni Italiani Terra. Nello stesso anno partecipano al rally dell'Adriatico, valido per il Campionato Italiano Rally, ottenendo una vittoria.
Nel 2002 Luigi affianca Giandomenico Basso a bordo della Fiat Punto S1600 nel Campionato del Mondo Junior ottenendo un secondo posto al rally di Sanremo e il 4º posto finale nel campionato. Nel 2003 ritorna in coppia con Franco Cunico nel Campionato italiano Assoluto con una Mitsubishi Lancer Evo7 gruppo N con la quale ottengono scarsi risultati a causa di numerosi problemi tecnici. Nel 2004 il collaudato equipaggio Cunico-Pirollo partecipa al campionato Italiano Rally a bordo di una Renault Clio S1600 ottenendo un secondo posto al rally di Sanremo e collezionando una lunga serie di ritiri per problemi tecnici. Al Rally di Monza affianca Rinaldo Capello a bordo di una Škoda Fabia WRC ottenendo una vittoria su Valentino Rossi.
Nel 2005 Luigi e Franco Cunico partecipano al campionato italiano assoluto a bordo di una Mitsubishi Lancer gr.n ottenendo scarsi risultati a causa principalmente di problemi tecnici. Al Rally di Monza ripete l'esperienza di navigare Rinaldo Capello sempre con una Skoda Fabia WRC ottenendo una vittoria su Valentino Rossi e Colin McRae. Nel 2006 Gigi affianca Umberto Scandola, giovane pilota emergente, a bordo della Fiat Grande Punto S2000 nel campionato IRC (Intercontinental Rally Challenge) ottenendo qualche risultato incoraggiante e qualche uscita di strada, tra cui quella più celebre a Ypres in Belgio in cui la vettura è finita dentro ad uno stagno, denominato poi "Scandola Lake" dagli organizzatori della gara e dai media nazionali. Nel 2007 l'equipaggio Scandola - Pirollo partecipa a qualche gara di IRC (Intercontinental Rally Challenge) tra cui il Safari Rally (Kenya) con la Grande Punto Abarth S2000 della squadra ufficiale Fiat - Abarth.
Nel 2008 Luigi torna in coppia con Franco Cunico per disputare qualche gara di campionato rally auto storiche a bordo di una Posche 911 gr.4 ottenendo numerose vittorie. A fine stagione partecipa con Rinaldo Capello al Rally di Monza a bordo di una Ford Focus WRC 07 con la quale ottiene una vittoria precedendo in classifica Valentino Rossi e Piero Longhi. Nel 2009 partecipa al IRC International Rally Cup Trony con Franco Cunico a bordo di una Ford Focus WRC 07 ottenendo la vittoria matematica del campionato con una gara di anticipo e ottiene una vittoria al Rally di Monza al fianco di Dindo Capello a bordo di una Citroën C4 WRC 2008 battendo Valentino Rossi sia nel Rally che nel Master's Show.
Nel 2010 partecipa ad alcune gare del CIR con Franco Cunico con una Abarth Punto S2000 e con Umberto Scandola con una Ford Fiesta S2000 senza raggiungere risultati di particolare rilievo. Al rally di Monza ottiene il secondo posto assoluto con Dindo Capello su una Citroën C4 WRC. Nel 2011 partecipa al Campionato Sloveno Rally con Piero Longhi a bordo di una Skoda Fabia S2000 ottenendo il titolo di campione, inoltre partecipa, sempre in coppia con Longhi in una Mini Cooper WRC ad alcune gare in Italia. Conclude la stagione con un terzo posto assoluto al rally di Monza con Dindo Capello e la nuova Citroën DS3 WRC dietro a Sébastien Loeb e Valentino Rossi.

## Palmarès
- 1982 - Campione italiano GR. A - Capone (Fiat Ritmo)
- 1983 - 2º campionato italiano - Capone (Lancia 037)
- 1984 - Campione italiano assoluto - Vudafieri (Lancia 037)
- 1985 - Campione europeo GR. A - Rayneri (Fiat Ritmo 130)
- 1987 - Campione del mondo GR. N - Fiorio (Lancia Delta 4WD)
- 1988 - 3º campionato del mondo assoluto WRC - Fiorio (Lancia Delta 4WD)
- 1989 - 2º campionato del mondo assoluto WRC - Fiorio (Lancia Delta Integrale)
- 1990 - 4º campionato del mondo assoluto WRC - Fiorio (Lancia Delta Integrale 16v)
- 1993 - Campione del mondo GR. N - Fassina (Mazda 323 GTR)
- 1994 - 3º campionato italiano assoluto - Liatti (Subaru Impreza)
- 1996 - 2º campionato italiano 2RM - Longhi (Renault Mégane Maxi)
- 1998 - 3º campionato italiano assoluto - Cunico (Ford Escort WRC Martini Racing)
- 1999 - 2º campionato italiano assoluto - Cunico (Subaru Impreza WRC)
- 2000 - Campione italiano terra - Cunico (Subaru Impreza WRC)
- 2001 - Campione italiano terra - Cunico (Subaru Impreza WRC)
- 2002 - 4º campionato del mondo Junior JWRC - Basso (Fiat Punto S1600)
- 2009 - Campione IRC (International Rally Cup) - Cunico (Ford Focus WRC '07)
- 2011 - Campione Sloveno - Longhi (Škoda Fabia S2000)

In Italia è il navigatore che ha disputato più gare di Campionato del Mondo WRC (76).
Ha vinto 12 gare di Campionato Italiano.
Il pilota con il quale ha vinto di più è Cunico.
Al 2019 è ancora in attività.